# Diadegma glabriculum
Diadegma glabriculum là một loài tò vò trong họ Ichneumonidae.